# HMS Springaren (Spr)
HMS Springaren (Sp, Spr) var en ubåt sjösatt 1961 tillhörande svenska marinen som ingick i Drakenklassen. Efter utrangering användes fartyget som målfartyg i bottenläge innan hon skrotades på Muskö örlogsvarv 1999.
Springaren var den 24 september 1980 ytterst nära att kollidera med en främmande ubåt öster om Huvudskär. Under en övning opererade Springaren tillsammans med en av marinens helikoptrar för ubåtsjakt. Hydrofonoperatören på Springaren läser av en hydrofoneffekt. Den låter som en knattrande moped i hög fart. Helikoptrarna som ansluter upptäcker också besökaren, och klassificerar den genast som en ubåt.  Incidenten följdes av en två veckor lång ubåtsjakt.